# Almers
Almers ist eine Wüstung in der Gemeinde Gersfeld (Rhön) im Landkreis Fulda in Osthessen. Andere überlieferte Namen des Orts waren Malmetz (1614) und Malmertz (1624).

## Lage
Almers befand sich südlich von Hettenhausen in der heutigen Gemarkung von Gichenbach ungefähr 16 Kilometer südöstlich von Fulda.

## Geschichte
Almers ist entstand wahrscheinlich um 1200. Erstmals erwähnt wurde es 1451 in einer Besitzübersicht des Hans von Ebersberg als Lehen des Hochstifts Fulda. Zu der Zeit war es wahrscheinlich schon wüst. 1540 befand es sich im Besitz derer von Ebersberg. 1560 war vom Besitz ein Drittel auf das Kloster Fulda übergegangen. Die Ebersberger Anteile gingen später durch Heirat an die Adelsfamilien derer von Berlepsch, derer von Schade und der Specht von Bubenheim. 1605 kaufte Balthasar von Dernbach den Anteil derer von Schade und 1699 wurden der Anteil derer von Berlepsch vom Kloster Fulda gekauft.